# Jadranka Šešelj
Jadranka Šešelj z domu Pavlović, cyr. Јадранка Шешељ (ur. 13 kwietnia 1960 w Podujevie) – serbska pedagog, kandydatka w wyborach prezydenckich. Żona Vojislava Šešelja.

## Życiorys
Urodziła się w Kosowie jako Jadranka Pavlović, jej rodzina przeniosła się później do Belgradu, gdzie ukończyła szkołę średnią i studia pedagogiczne. Kilkanaście lat pracowała zawodowo, później zajęła się wychowaniem dzieci. Na początku lat 90. poznała, a w 1992 poślubiła Vojislava Šešelja, z którym ma trzech synów.
W 2003 jej mąż został aresztowany i oskarżony przed Międzynarodowym Trybunałem Karnym dla byłej Jugosławii. W 2012 kierowana formalnie przez niego Serbska Partia Radykalna wystawiła Jadrankę Šešelj w wyborach prezydenckich. W pierwszej turze głosowania uzyskała około 3,8% głosów, zajmując 7. miejsce wśród 12 kandydatów.